# Викшемский, Адам
Адам Бруно Викшемский (пол. Adam Bruno Wikszemski; 18 октября 1847, Несвиж, Минская губерния, Российская империя — 10 февраля 1890, Берлин, Германская империя) — российский врач, анатом, пионер фонографической записи, доктор медицины.

## Биография
Родился в семье виленского врача Франциска Викшемского (ум. 1883). Дед Адама, Габриэль Викшемский, владел имением в Барановке. Шляхетский род Викшемских использовал герб Елита.
Адам Викшемский сначала обучался в Минской гимназии, но позже перешёл в Первую Виленскую гимназию, которую окончил в 1865 году. В том же году поступил в Императорский Дерптский университет, где первые два года изучал химию, а затем медицину. 14 октября 1875 года получил степень доктора медицины. Пробыв некоторое время в качестве исполняющего должность ассистента госпитальной клиники, 19 октября 1887 года Викшемский получил место исполняющего должность прозектора, а 28 сентября 1876 года был утверждён и прозектором Дерптского анатомического института, где оставался до декабря 1889 года, когда, вследствие увеличивающейся болезненности, был вынужден оставить своё место.
6 ноября 1889 года Адам Викшемский запатентовал в Берлинском патентном ведомстве изобретение «Устройство для фонографической регистрации звуковых колебаний». Устройство состояло из вращающегося ролика, наматывающего светочувствительную бумагу, и системы зеркал, отражающих световые лучи на поверхность корпуса, в котором заключён ролик. Одно из зеркал было соединено с мембраной, вибрирующей под действием звуковых волн, что можно было записать на светочувствительной бумаге в виде диаграммы. Изобретение было признано новаторским в работе А. И. Парфентьева; ему также были посвящены ряд других статей. По мнению авторов этих работ оборудование разработанное Викшемским позволяло вести одностороннюю поперечную звукозапись, что, однако, требовало фотоэлемента.
21 ноября 1889 года Викшемский подал в отставку, написав, что болен пиелонефритом и требуется операция. Адам Викшемский умер через три месяца в Берлине, куда он отправился на лечение. Похороны организовал профессор Эрнст фон Бергманн.

## Работы
- Beiträge zur Kenntniss der giftigen Wirkung des Wasserschierlings. Dorpat: C. Mattiesen, 1875, s. 1–58.
- Eine Modification der von Pansch empfohlenen kalten Injection mit Kleistermasse. «Archiv für Anatomie und Entwickelungsgeschichte». 6, s. 232–234, 1880.
- Verfahren zur Herstellung der Phonogrammen. Erben des verstorbenen Dr. A. Wikszemski in Dorpat, Rusland. Nr. 53641 vom 6. November 1889. Kl. 42. «Zeitschrift für Instrumentenkunde». 11 (1), s. 110, 1891.
- Verfahren zur Wiedergabe von Lauten oder Tönen mittels bandförmiger Phonogramme. Erben des Dr. A. Wikszemski in Dorpat. Nr. 53944 vom 6. November 1889. Kl. 42. «Zeitschrift für Instrumentenkunde». 11 (1), s. 110, 1891.